# Laura Beale
Laura Ellen Dunn (apellido de soltera: Dunn, previamente: Beale) es un personaje ficticio de la serie de televisión británica EastEnders, interpretada por la actriz Hannah Waterman del 17 de febrero del 2000 hasta el 30 de abril del 2004. 